# 魯蘇莫瀑布

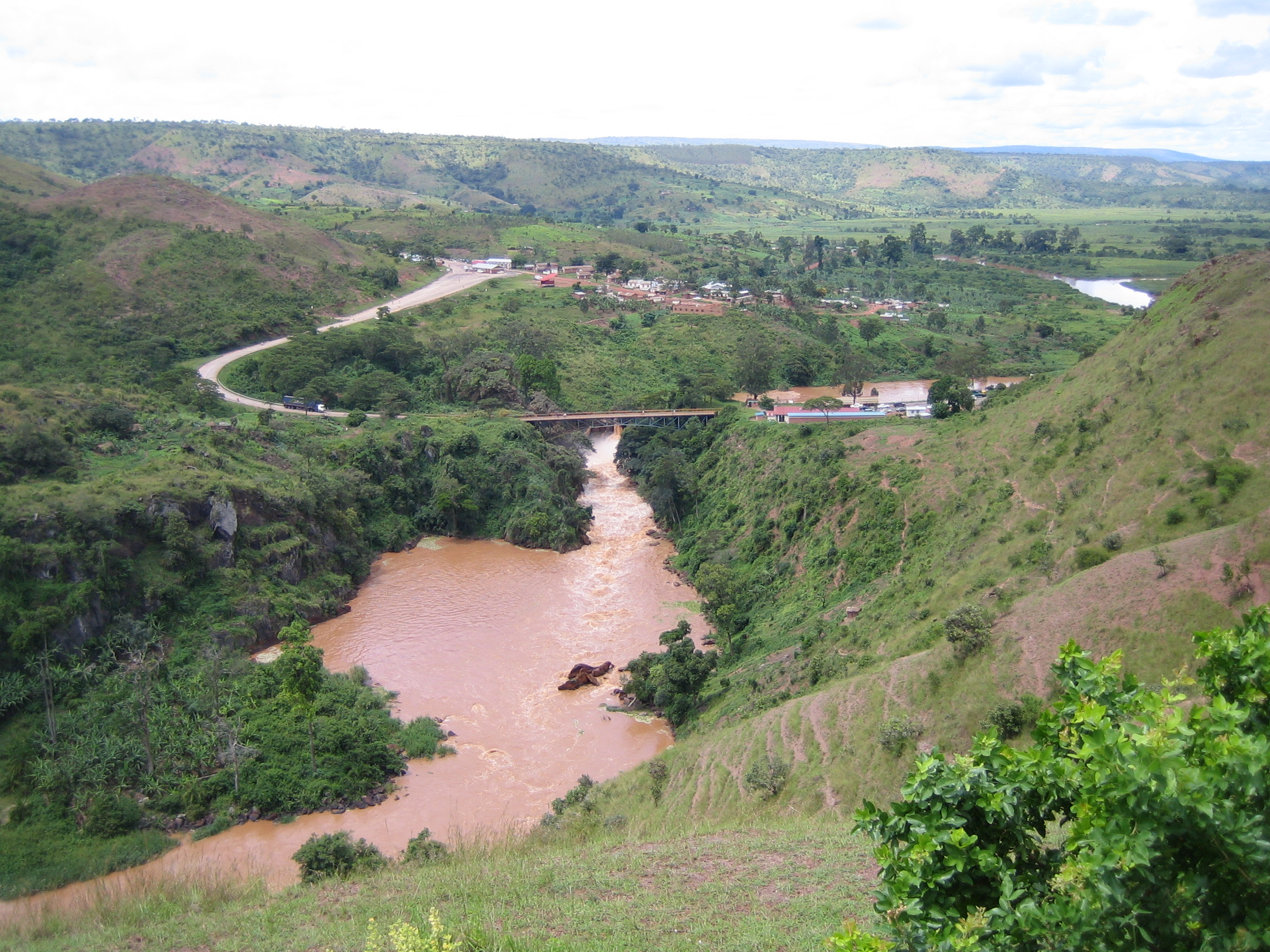
魯蘇莫瀑布，左岸是坦桑尼亞，右岸是盧旺達

魯蘇莫瀑布（Rusumo Falls）是卡蓋拉河上的瀑布，位於盧旺達和坦桑尼亞接壤的邊境。高度遠遜於其他瀑布的魯蘇莫瀑布在盧旺達歷史中佔有十分重要的地位，因為這是當時建橋渡過卡蓋拉河的地方。1994年盧旺達大屠殺中，數千具屍體從橋底流過，而難民則在橋上逃至坦桑尼亞。
2°22′31″S 30°47′33″E / 2.37528°S 30.79250°E